# Pretentious Game
Pretentious Game est un jeu vidéo de plates-formes et de réflexion développé par Keybol et édité par Bulkypix, sorti en 2012 sur Windows, iOS et Android.

## Système de jeu
Le joueur, au fil des niveaux, doit emmener un carré bleu auprès de son amour, un carré rose.

## Accueil
- Jeuxvideo.com : 16/20[1]
- Pocket Gamer : 4/5[2]
- TouchArcade : 4/5[3]